# الانتخابات النيجيرية العامة لعام 2023
ستجرى الانتخابات النيجيرية لعام 2023، في أغلب أجزاءها، في 25 فبراير و 11 مارس 2023م. سيتم انتخاب الرئيس ونائب الرئيس في 25 فبراير، مع عدم أهلية الرئيس الحالي محمد بخاري للترشح، لكونه محدود المدة. بالإضافة إلى ذلك ، ستكون هناك انتخابات لمجلس الشيوخ ومجلس النواب في نفس اليوم. وفي 11من مارس، ستُجرى 28 انتخابات لحكام الولايات إلى جانب انتخابات مجالس النواب في جل الولايات الـ 36. وسيتم إجراء انتخابين إضافيين لمنصب الحاكم في وقت لاحق من العام 2023 إلى جانب انتخابات إعادة الانتخابات المحتملة والتي تم إلغاؤها في وقت سابق من العام.

## النظام الانتخابي
يتم انتخاب رئيس نيجيريا باستخدام نظام معدّل من جولتين. ليتم انتخابه في الجولة الأولى، يجب أن يحصل المرشح على أغلبية الأصوات وأكثر من 25٪ من الأصوات في 24 ولاية على الأقل من أصل 36 ولاية . إذا لم يتجاوز أي مرشح هذا الحد، ستُعقد جولة ثانية بين المرشح الأعلى والمرشح التالي الذي حصل على عدد كبير من الأصوات في أكبر عدد من الولايات.
يتم انتخاب أعضاء مجلس الشيوخ البالغ عددهم 109 أعضاء من 109 دوائر انتخابية ذات مقعد واحد (ثلاثة في كل ولاية وواحدة لمنطقة العاصمة الاتحادية) عن طريق التصويت بأغلبية الأصوات. يتم أيضًا انتخاب أعضاء مجلس النواب البالغ عددهم 360 عضوًا عن طريق التصويت بأول مرشح في دوائر انتخابية ذات عضو واحد.
مثل الرئيس، يتم انتخاب الحكام باستخدام نظام معدّل من جولتين. ليتم انتخابه في الجولة الأولى، يجب أن يحصل المرشح على أكثرية الأصوات وأكثر من 25٪ من الأصوات في ما لا يقل عن ثلثي مناطق الحكومة المحلية في الولاية. إذا لم يتجاوز أي مرشح هذه العتبة، فسيتم إجراء جولة ثانية بين المرشح الأعلى والمرشح التالي الذي حصل على عدد كبير من الأصوات في أكبر عدد من مناطق الحكمات المحلية.
يتم انتخاب أعضاء المجالس النيابية الـ 991 بالولاية باستخدام تصويت الفائزين بأول مرشح في الدوائر الانتخابية ذات العضو الواحد.

### الانتخابات التمهيدية لحزب مؤتمر الجميع التقدميين
مع انتخاب الرئيس محمد بخاري لمنصب الرئيس مرتين، لم يكن مؤهلاً لإعادة الترشيح. لم يكن هناك اتفاق رسمي لترشيح الرئيس حسب المناطق في حزب مؤتمر الجميع التقدميين على الرغم من دعوات من السياسيين ومجموعات المصالح مثل منتدى حكام الجنوب لتحديد منطقة الترشيح في الجنوب حيث تم انتخاب بخاري مرتين. عقد الحزب الانتخابات التمهيدية الرئاسية غير المباشرة في 8 يونيو 2022 في أبوجا وترشح بولا تينوبو حاكم ولاية لاغوس السابق. وفي منتصف يونيو، قدم الحزب اسم كبير إبراهيم المساري - حاكم ولاية كاتسينا - كمرشح لمنصب نائب الرئيس ليتم استبداله في وقت لاحق. في 10 يوليو، انسحب إبراهيم المساري رسميًا كمرشح لمنصب نائب الرئيس، ومن ثم، أعلن تينوبو أن كاشم شيتيما - السناتور من بورنو الوسطى والحاكم السابق لولاية بورنو - ليحل محله.
| تذكرة APC                    |                                                   |
| المرشح الرئاسي               | نائب الرئيس                                       |
| بولا تينوبو                  | كاشم شتيمة                                        |
|                              |                                                   |
| حاكم ولاية لاغوس (1999–2007) | عضو مجلس الشيوخ عن منطقة وسط بورنو (2019–present) |

### الانتخابات التمهيدية لحزب العمل
في 30 مايو 2022م، بعد وقت قصير من انضمام بيتر أوبي، الحاكم السابق لولاية أنامبرا، إلى الحزب من حزب الشعب الديمقراطي (PDP)، عقد حزب العمل الانتخابات التمهيدية الرئاسية في أسابا حيث تم ترشيح أوبي دون معارضة. في 17 يونيو، قدم الحزب اسم دوين أوكبي - طبيب ومرشح سابق في حزب الشعب الديمقراطي الذي أصبح المدير العام للجنة حملة أوبي - كمرشح نائب الرئيس ليتم استبداله بشخص آخر في وقت لاحق. في 7 يوليو، انسحب أوكبي رسميًا كمرشح لمنصب نائب الرئيس وفي اليوم التالي، أعلن أوبي عن يوسف داتي بابا أحمد - السناتور السابق عن منطقة كادونا الشمالية - كبديل له.
| تذكرة حزب العمل                                 |                                                       |
| المرشح الرئاسي                                  | نائب الرئيس                                           |
| بيتر اوبي                                       | يوسف داتي بابا أحمد                                   |
|                                                 |                                                       |
| حاكم ولاية أنامبرا (2006; 2006–2007; 2007–2014) | عضو مجلس الشيوخ عن ولاية كادونا الشمالية (2011- 2012) |

### الانتخابات التمهيدية لحزب الشعب النيجيري الجديد
عقد حزب الشعب النيجيري الجديد (NNPP) مؤتمره والانتخابات التمهيدية الرئاسية في 08 يونيو 2022م ورشح رابع موسى كوانكواسو، كمرشح رئاسي للانتخابات العامة لعام 2023م. في 14 يوليو 2022، اختار كوانكواسو إسحاق إيداهوسا نائبًا له.
| تذكرة NNPP                             |                                                  |
| المرشح الرئاسي                         | نائب الرئيس المرشح                               |
| رابيو كوانكواسو                        | إسحاق ايداهوسا                                   |
|                                        |                                                  |
| حاكم ولاية كانو (1999–2003; 2011-2015) | قس في كنيسة " God First Ministry" (1985–present) |

### الانتخابات التمهيدية لحزب الشعب الديمقراطي
في أكتوبر 2021م، أيد رئيس حزب الشعب الديمقراطي المنتخب حديثًا يورشيا أيو الطريقة الأولية غير المباشرة لترشيح مرشح رئاسي بدلاً من الأساليب المباشرة أو الإجماع. لم يكن هناك اتفاق تقسيم الأدوار حسب المناطق لترشيح للحزب على الرغم من الدعوات من السياسيين والجهات الفاعلة مثل منتدى الحكام الجنوبيين لتحديد منطقة الانتخابات التمهيدية في الجنوب حيث تم انتخاب بهاري من شمال نيجيريا مرتين. عقد الحزب انتخاباته التمهيدية الرئاسية غير المباشرة في 28 مايو 2022 في أبوجا وترشح أتيكو أبو بكر - والذي كان المرشح لعام 2019 ونائب الرئيس (1999- 2007). وفي 16 يونيو، اختار أبو بكر حاكم ولاية دلتا إيفيني أوكوا ليكون نائبًا له.
| تذكرة PDP                     |                                  |
| المرشح الرئاسي                | نائب الرئيس                      |
| أتيكو أبو بكر                 | إيفنيي أوكوا                     |
|                               |                                  |
| نائب رئيس نيجيريا (1999–2007) | حاكم ولاية الدلتا (2015–present) |